# 어딘지 가고 싶어
"어딘지 가고 싶어"는 1962년 공개된 대한민국의 영화이다.

## 배역
- 최무룡
- 김지미
- 박암
- 최남현
- 남미리